# Georg Gail (Fabrikant)
Georg Karl Gail (* 28. Februar 1819 in Gießen; † 27. Januar 1882 ebd.) war ein deutscher Fabrikant. Sein gleichnamiger Enkel Georg Gail folgte ihm 60 Jahre später als Geschäftsführer der Gail’schen Zigarrenfabrik.

## Leben
Georg Gail war der Sohn des Fabrikanten Georg Philipp Gail und dessen Ehefrau Marie Susanne Johanette Gail, geborene Busch (1791–1841).
Georg Gail hatte nach einem Studienaufenthalt in Genf eine kaufmännische Ausbildung in Bremen und Gießen absolviert. Er besuchte außerdem Vorlesungen über Chemie und Nationalökonomie, bevor er im Unternehmen seines Vaters tätig wurde. Georg Gail heiratete im Jahr 1846 Jeanette Gail, geborene Wirth (1829–1875).
Nach dem Tod Georg Philipp Gails 1865 übernahmen dessen Söhne Georg und Ferdinand Gail (1826–1885) zunächst gemeinsam die Leitung der Gail’schen Zigarrenfabrik. Ab 1869 hatte Georg Gail die Firmenleitung alleine inne.
Georg Gail war von 1872 bis 1874 erster Präsident der neu gebildeten Handelskammer Gießen.
Nach dem Tod seiner ersten Frau heiratete er in zweiter Ehe Marie Gail, geborene de Wedig, verwitwete Wirth (1843–1923).
Georg Gail übte nach seiner Bestellung von 1879 bis zu seinem Tod das Amt eines Handelsrichters aus. Zudem erfolgte die Verleihung des Titels „Großherzoglich Hessischer Kommerzienrat“ durch Großherzog Friedrich Wilhelm Ludwig IV. Karl von Hessen und bei Rhein.
Georg Gails Sohn Wilhelm führte das Familienunternehmen ab 1882 zunächst als Teilhaber und ab 1885 als Alleininhaber weiter.